# Gol Chūb
Gol Chūb (persiska: گل چوب) är en ort i Iran.   Den ligger i provinsen Mazandaran, i den norra delen av landet, 130 km nordost om huvudstaden Teheran. Gol Chūb ligger 32 meter över havet och antalet invånare är 636.
Terrängen runt Gol Chūb är platt, och sluttar norrut.Runt Gol Chūb är det tätbefolkat, med 286 invånare per kvadratkilometer. Närmaste större samhälle är Babol, 14,7 km norr om Gol Chūb. Trakten runt Gol Chūb består till största delen av jordbruksmark.